# گونزالس (تگزاس)
گونزالس، تگزاس (به انگلیسی: Gonzales, Texas) شهری در ایالت تگزاس از ایالات جنوبی ایالات متحده آمریکا است. در سرشماری سال ۲۰۰۰، جمعیت این شهر ۷۲۰۲ نفر اعلام شد.
عمارت دادگستری شهرستان گونزالس در اینجا قرار دارد.